# Primera dama de Afganistán
La primera dama de Afganistán es un título atribuido a la consorte del presidente de Afganistán. Rula Ghani, mujer del presidente Ashraf Ghani, fue la  última primera dama de Afganistán, su labor desarrolló desde 2014 hasta el 15 de agosto de 2021 que se exilió junto a su marido Ashraf Ghani.

## Lista de primeras damas de Afganistán
| Nº  | Imagen                     | Primera dama          | Nacimiento | Casamiento         | Presidente          | Inicio                   | Fin                      | Edad a la que empezó | Muerte              |
| --- | -------------------------- | --------------------- | ---------- | ------------------ | ------------------- | ------------------------ | ------------------------ | -------------------- | ------------------- |
| 1.ª |                            | Princesa Zamina Begum | 1917       | Septiembre de 1934 | Mohammed Daud Khan  | 17 de julio de 1973      | 28 de abril de 1978      | 55-56                | 26 de abril de 1978 |
| 2.ª |                            | Fatana Najib          | 1948       |                    | Mohammad Najibullah | 30 de septiembre de 1987 | 16 de abril de 1992      | 1                    | -                   |
| 3.ª | Zenat Karzai y Laura Bush. | Zeenat Karzai         | 1970       | 1999               | Hamid Karzai        | 22 de diciembre de 2001  | 21 de septiembre de 2014 | 31                   | -                   |
| 4.ª | Rula Saadad                | Rula Saadad           | 1948       | 1975               | Ashraf Ghani        | 21 de septiembre de 2014 | 15 de agosto de 2021     | 66                   | -                   |